# Pratz (Francja)
Pratz – miejscowość i dawna gmina we Francji, w regionie Burgundia-Franche-Comté, w departamencie Jura. W 2013 roku populacja ówczesnej gminy wynosiła 594 mieszkańców. 
Dnia 1 stycznia 2019 roku ówczesną gminę Pratz włączono do gminy Lavans-lès-Saint-Claude. Siedzibą gminy została miejscowość Lavans-lès-Saint-Claude. 